# Слапиньш, Андрис
Андрис Слапиньш (латыш. Andris Slapiņš; 29 декабря 1949, Рига — 20 января 1991, там же) — латвийский кинооператор и режиссёр-документалист.

## Биография
Окончил операторский факультет ВГИКа с экспериментальной специализацией «кинооператор-журналист» (1976 год, мастерская Романа Ильина) с дипломной работой «Песни ливов», ставшей первым фильмом о ливском народе со времён Второй мировой войны.
С 1971 года работал на Рижской киностудии ассистентом оператора, затем оператором, с 1983 года — режиссёром документального кино. Участвовал в съёмках 18 документальных фильмов.
Лауреат Премии Ленинского комсомола Латвийской ССР (1983 год, фильм «Созвездие стрелков»). Дважды удостаивался премии «За лучшую режиссуру» на фестивалях кинодокументалистики: на Всесоюзном кинофестивале учебных фильмов в Ереване (1986 год, фильм «Кришьянис Баронс») и на Международном кинофестивале фильмов об искусстве и археологии в Брюсселе (1989 год, фильм «Письма из Латвии»).
20 января 1991 года, работая в составе съёмочной группы Юриса Подниекса, снимал беспорядки в центре Риги и был убит на месте в ходе перестрелки с участием Рижского ОМОНа (эти кадры позже вошли в фильм «Крестный путь»). Посмертно был удостоен специального приза «За мужество кинодокументалиста» Международного кинофестиваля «Послание к Человеку» (1991 год) и латвийского ордена Виестура.

## Расследование гибели
Расследование событий 20 января 1991 года возле Бастионной горки за 30 лет так и не пришло к каким-либо однозначным выводам о том, кто спровоцировал стрельбу и почему операторы Звайгзне и Слапиньш были поражены пулями в спину, когда они вели съемку камерами, направленными в сторону МВД — то есть те, кто нанёс им ранения, находились на Бастионной горке, в тылу ОМОНа.
Поведение операторов Звайгзне и Слапиньша, стоявших в 150 метрах от здания МВД и поражённых прицельными выстрелами (Слапиньш прямо в сердце), говорит о том, что они не чувствовали угрозы со стороны Бастионной горки. Слапиньш вёл съемку, укрывшись за деревом толщиной в полтора метра, однако красный индикатор его включённой камеры хорошо был виден в темноте сзади. Его, видимо, и использовали стрелявшие.
20 января на пресс-конференции в Верховном совете Латвийской ССР их коллега и руководитель, режиссёр Юрис Подниекс намекнул на «третью силу», которую они застали в парке, предположив, что операторов убрали намеренно, чтобы скрыть информацию. Публицист Татьяна Фаст в книге «Юрис Подниекс: легко ли быть идолом» предполагает, что «третьей силой» могли быть и национал-патриоты -- например, люди бывшего советского милиционера Бесхлебникова, в годы перестройки переименовавшегося в Майзниекса. «Бесхлебников-Майзниекс возглавлял в те годы национальные отряды самообороны, созданные как бы в противовес рижскому ОМОНу. Этим отрядам приписывали участие во многих громких событиях начала независимости, в том числе в перестрелке у Бастионной горки», — написала Фаст.

## Награды
- Орден Виестура 1-й степени (2010, посмертно)
- Премия Ленинского комсомола Латвийской ССР (1983)
- Премия «За лучшую режиссуру» на Всесоюзном кинофестивале учебных фильмов в Ереване (1986)
- Премия «За лучшую режиссуру» на Международном кинофестивале фильмов об искусстве и археологии в Брюсселе (1989)

## Память
Центр арктических исследований Национального музея естественной истории в Вашингтоне в 1991 году учредил Премию памяти Андриса Слапиньша за работу кинодокументалиста, посвящённую жизни и культуре малых народов; премия была присуждена 10 раз, в числе её лауреатов российский антрополог Андрей Головнёв (1994, за документальный фильм «Боги Ямала»).

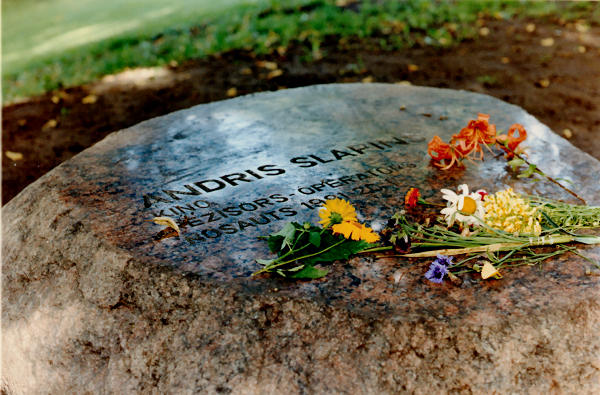
Памятный знак на месте гибели Андриса Слапиньша

Альбом «In Memoriam Andris Slapins» (1996) записало латвийское фри-джазовое трио под руководством саксофониста и композитора Эгила Страуме, сотрудничавшего со Слапиньшем ещё при создании дипломного фильма «Песни ливов». Кроме того, пьесу памяти Слапиньша, погибшего вместе с ним оператора Гвидо Звайгзне и режиссёра Подниекса написал композитор Мартиньш Браунс.
Памяти Слапиньша посвятил свой переход по маршруту Рига-Стокгольм на виндсёрфе известный латвийский виндсёрфер Эдгар Терехин.
Фотографии Андриса Слапиньша вошли в состав экспозиции трёх фотографов латвийского происхождения «Арктика — наш кристальный мир», проведённой в московском Фотоцентре Посольством Латвийской Республики в Российской Федерации в 2008 году.
Дети Андриса Слапиньша, которых его жена Наталья увезла в Россию через несколько лет после гибели мужа, в 2014 году обратились к Латвии с ходатайством о сохранении двойного гражданства, что не разрешено законом ЛР. Кабинет министров мог разрешить это в порядке исключения, однако 3 ноября 2015 года отказал, базируясь на представлении министра внутренних дел Рихарда Козловского.